# Dan Laustsen
Dan Laustsen (ur. 15 czerwca 1954 w Aalborgu) – duński operator filmowy. 
W latach 1976–1979 studiował na wydziale operatorskim w Duńskiej Szkole Filmowej (Den Danske Filmskole). Najbardziej znany ze współpracy z reżyserami Ole Bornedalem (Księga Diny, 2002; Zupełnie inne love story, 2007; I zbaw nas ode złego, 2009; Kronika opętania, 2012) i Guillermo del Toro (Mutant, 1997; Crimson Peak. Wzgórze krwi, 2015). Autor zdjęć również do takich filmów, jak m.in. Braterstwo wilków (2001), Liga niezwykłych dżentelmenów (2003), Silent Hill (2006), Solomon Kane: Pogromca zła (2009), John Wick 2 (2017) i John Wick 3 (2019).
Pięciokrotny zdobywca Nagrody Robert, przyznawanej przez Duńską Akademię Filmową. Dwukrotnie nominowany do Oscara za najlepsze zdjęcia do amerykańskich filmów del Toro Kształt wody (2017) i Zaułek koszmarów (2021).